# Ilesa (azienda)
La Ilesa Lampadine, con sede e stabilimento a Cavazzale di Monticello  (Vicenza), è stata una fabbrica prodotti per l'illuminotecnica. È adesso un marchio, non utilizzato, di General Electric. Il suo logo era la stilizzazione di una lampada posizionata orizzontalmente e con il bulbo verso destra. Lo stesso bulbo era attraversato dalla scritta Ilesa in corsivo. Successivamente, la scritta ilesa assunse caratteri squadrati, ed il logo divenne un triangolo rovesciato attraversato da una stilizzazione di lampadina, in diagonale, con il bulbo rivolto verso il basso, a sinistra.

## Storia
Fu fondata subito dopo la fine della Seconda Guerra Mondiale per la produzione di lampade ad incandescenza e accessori.
Già nel 1952 subì le prime crisi, con il conseguente licenziamento di parte dei lavoratori. Nel febbraio dello stesso anno, lo stabilimento venne occupato per scongiurare la chiusura. L'azienda riaprì a metà aprile, riassumendo però solo un terzo dei suoi lavoratori. 

### L'acquisizione da parte di Sivi Illuminazione s.p.a.
All'inizio degli anni sessanta, la Sivi Illuminazione s.p.a. (Società Industriale Vicentina Illuminazione) acquistò la Ilesa e spostò la produzione presso gli stabilimenti di via Astichello (presso l'omonimo torrente) in Monticello Conte Otto (Frazione Cavazzale), subentrando al posto del Canapificio fondato nel 1876 da Giuseppe Roi. Il canapificio - per rifornire il quale dal 1902 il paese era stato dotato di un collegamento ferroviario - era specializzato in prodotti per la nautica, per la casa, teloni per autocarri e durante la seconda guerra mondiale, periodo di massima espansione con 1200 operai, tessuto per paracadute;  chiuso nel 1957 in seguito alla crisi del settore, costituiva una struttura adatta per i progetti della Sivi.
Durante la prima metà degli anni sessanta l'inglese Thorn Lighting - fondata nel 1928 come "The Electric Lamp Service Company Ltd", e ribattezzata "Thorn Electrical Industries Ltd"  nel 1936 - acquisì la Sivi e la sua produzione, puntando molto anche sulla produzione di illuminazione stradale (quale la serie degli Alpha, degli anni settanta).
Negli anni settanta la produzione si ampliò anche a diversi accessori per l'illuminazione, quali supporti, plafoniere e faretti (si ricorda il faretto Five, ad incastro) con la linea "Ilesa Luce".
Nel 1986 - anno in cui presentò una lampadina 2D ("quadrata ed ultrapiatta") - la Sivi Illuminazione, costituiva un'azienda con un fatturato annuo di 75 miliardi, 625 dipendenti ed una produzione di oltre 80 milioni di lampade all' anno. I profitti, però, non erano evidentemente sufficienti, al punto che l'azienda entrò in una nuova crisi - nella seconda metà degli anni ottanta - chiedendo, ma non ottenendo da parte del Comitato Interministeriale per il coordinamento della politica industriale, il riconoscimento della condizione di ristrutturazione aziendale. 
All'inizio degli anni novanta la Sivi fu interessata da un'ulteriore crisi, che portò alla cassaintegrazione dei dipendenti. 
La General Electric - nel piano di penetrare il mercato europeo ed italiano del lighting - acquisì il 51%  di Thorn, subentrando così nel controllo dell'azienda vicentina, e ricevendo in tal senso, il 10 gennaio 1991, il nulla osta da parte di AgCom (Provvedimento AgCom Nr. 18 20 Novembre 1990).
Nel 1995 la General Electric completò l'acquisizione di Sivi. A quel punto l'azienda, ridenominata Ge Lighting Spa, proseguì la produzione di lampadine e accessori a marchio Ilesa negli stabilimenti vicentini, utilizzando - in un'ottica di economia di scala - anche parti delle altre aziende del proprio portfolio.

### La fine della produzione
Negli anni novanta, la General Electric, detentrice del marchio, decise di razionalizzare la gamma di lampade destinate ad essere vendute nel mercato italiano, sostituendo i brand considerati non più appetibili (l'ungherese Tungsram, l'inglese Thorn, oltre ad Ilesa) con il brand unico General Electric Lighting. Da quel momento in poi, il nome Ilesa non sarebbe più stato apposto su alcun prodotto. Lo stesso storico stabilimento Ilesa di Monticello Conte Otto, oramai G.E.Lighting, progressivamente depotenziato spostando le produzioni all'estero e diminuendo il personale, cessò ogni attività il 15 novembre 2005, con il licenziamento dei 150 lavoratori rimasti operativi, venendo definitivamente dismesso.

## Stabilimenti
Il grande complesso industriale della ex G.E Lighting,che occupa ben 40 mila metri quadrati, è attualmente in situazione di abbandono. Recentemente è stata prevista la bonifica e la completa riqualificazione delle fabbriche, ma non è ancora chiaro quanto e se delle strutture sopravviverà alle demolizione per essere ristrutturato e riutilizzato. 